# فرانس إنتر
فرانس إنتر هي قناة إذاعية عامة فرنسية رئيسية وجزء من راديو فرنسا. وهي تغطي الإقليم الفرنسي بأكمله في تعديل التردد (أف أم) وتقدم أيضًا برامجها على الإنترنت، مما يسمح لها بالوصول إلى الجمهور الناطق باللغة الفرنسية في جميع أنحاء العالم.